# Melothria pendula
Melothria pendula är en gurkväxtart som beskrevs av Carl von Linné. Melothria pendula ingår i släktet Melothria och familjen gurkväxter.

## Underarter
Arten delas in i följande underarter:
- M. p. aspera
- M. p. crassifolia

## Bildgalleri

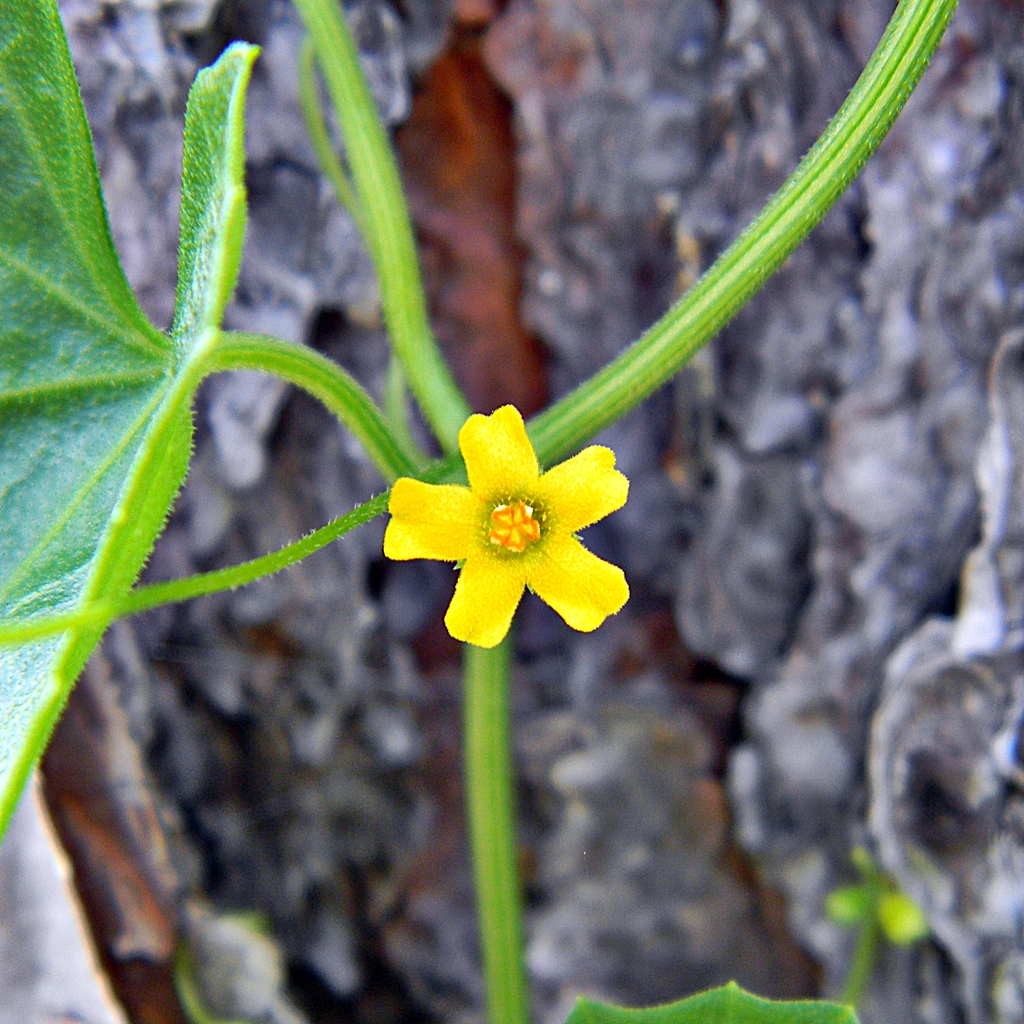
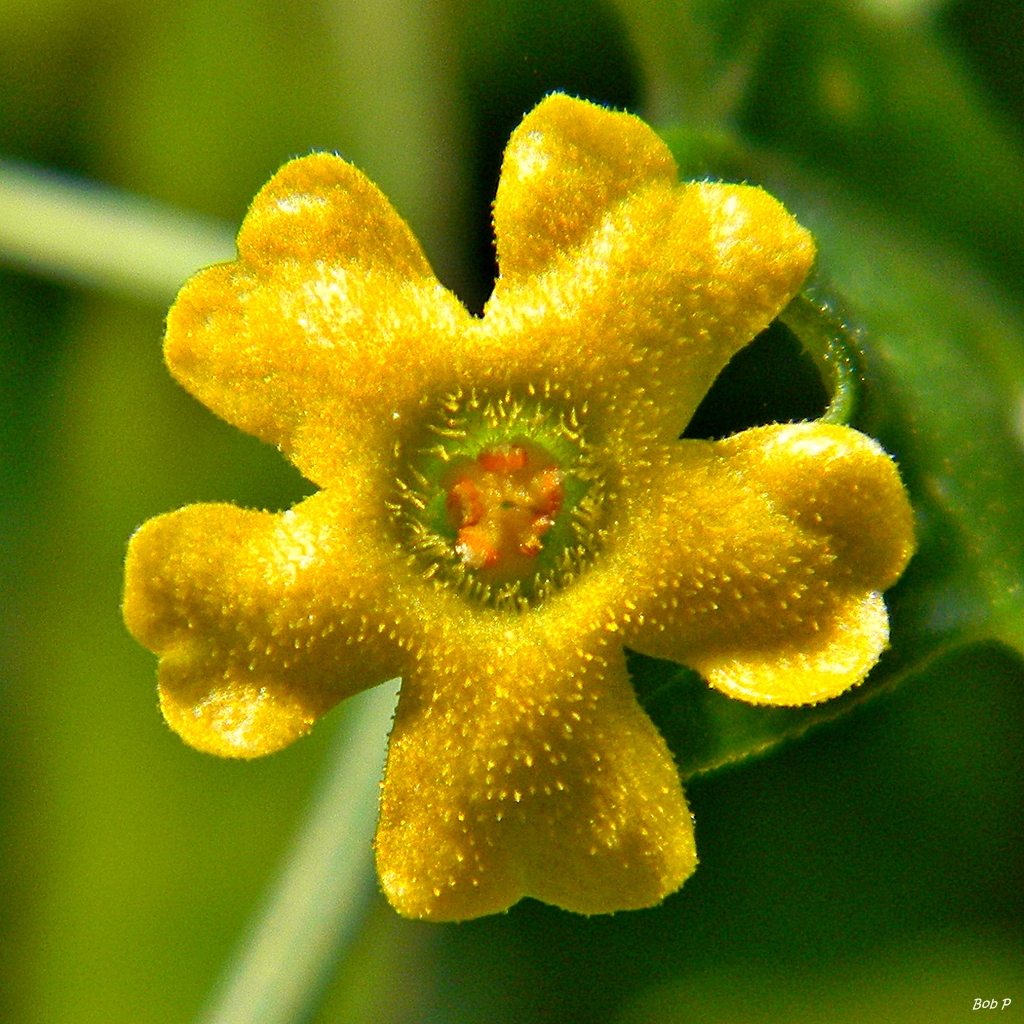
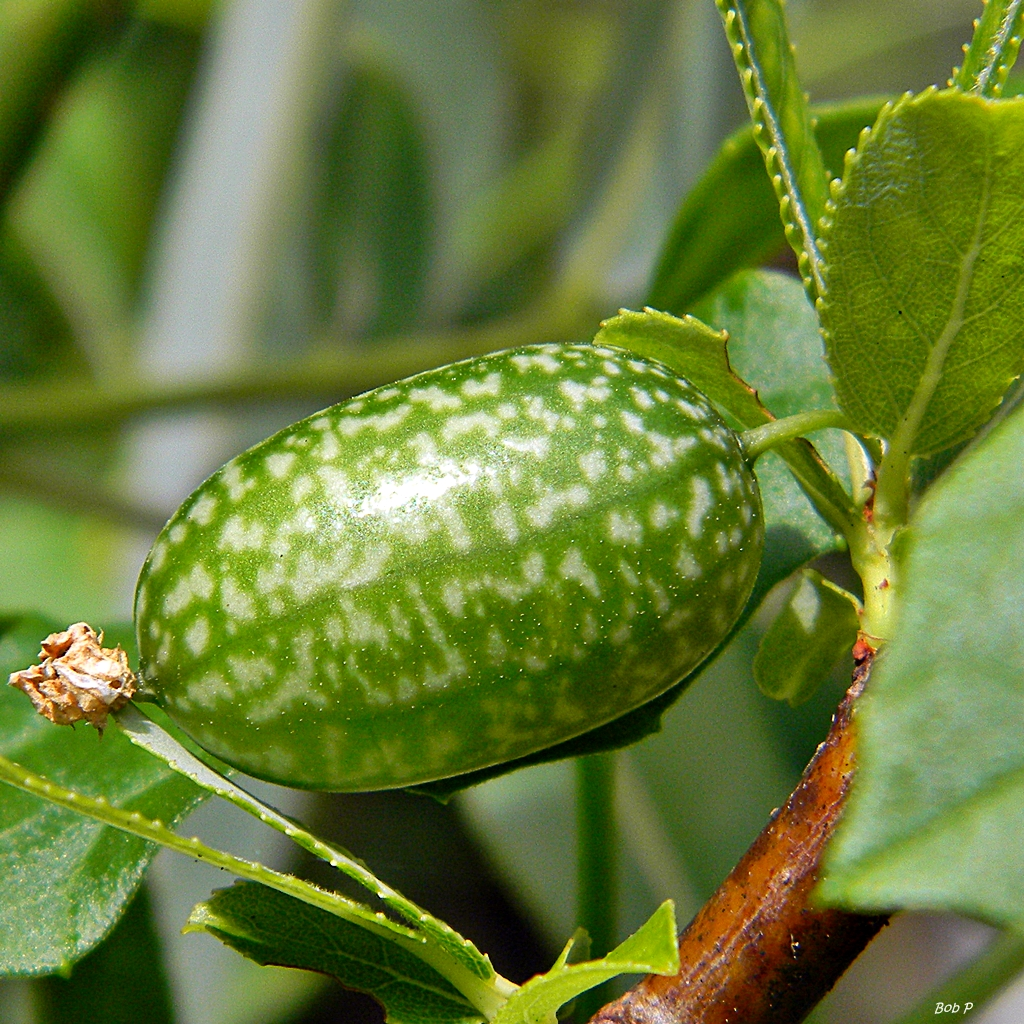